# Lomme
Lomme es una comuna asociada francesa de la comuna de Lille, situada en el departamento de Norte, de la región de Alta Francia.

## Historia
Lomme era una comuna que en febrero de 2000 pasó a formar una comuna asociada de la comuna de Lille.

## Demografía
| Gráfica de evolución demográfica de Lomme entre 1800 y 2018 |
|                                                             |

Los datos demográficos contemplados en este gráfico de la comuna de Lomme se han cogido de 1800 a 1968 de la página francesa EHESS/Cassini.